# جون ك. هوب
جون ك. هوب (بالإنجليزية: John C. Hope)‏ هو كاهن انجليكاني وسياسي أمريكي، ولد في 20 أغسطس 1806، وتوفي في 9 يوليو 1879. انتخب عضو مجلس نواب كارولاينا الجنوبية.